# مؤتمر الخريجين
مؤتمر الخريجين هو إحدى المنظمات الوطنية التي لعبت دورًا محوريًا في النضال السوداني ضد الاستعمار البريطاني، وكان له تأثير كبير في مسار الاستقلال. إليك تفاصيل إضافية حول هذا المؤتمر:
تأسيس مؤتمر الخريجين
تأسس مؤتمر الخريجين في عام 1945 بعد أن بدأت تظهر الحاجة إلى تنظيم سياسي وطني يعبر عن مصالح السودانيين في مواجهة الهيمنة الاستعمارية البريطانية. كان المؤسسون من الخريجين الذين حصلوا على تعليمهم في المدارس والمرافق التعليمية التي أنشأها الاستعمار البريطاني، حيث أدركوا أهمية التعليم كوسيلة لرفع مستوى الوعي السياسي والاجتماعي بين السودانيين.
أهداف المؤتمر
كان مؤتمر الخريجين يهدف إلى تحقيق عدة أهداف رئيسية:
تحقيق الاستقلال: كان الهدف الأسمى للمؤتمر هو تحرير السودان من الاستعمار البريطاني، وكان المؤتمر يطالب بالحكم الذاتي أولاً، ومن ثم الاستقلال الكامل.
تحسين التعليم: عمل على تحسين التعليم في السودان، سواء عن طريق تعزيز التعليم المدرسي أو الجامعي.
المساواة: سعى المؤتمر لتحقيق العدالة الاجتماعية والمساواة بين جميع فئات الشعب السوداني، بغض النظر عن العرق أو الدين.
الحقوق السياسية: كان يسعى لضمان تمثيل سياسي أكبر للسودانيين في الحكومة الوطنية، وضمان حقوقهم في التوظيف والعمل.

## نشأة المؤتمر
بدأت فكرة مؤتمر الخريجين على المسرح السياسي نتيجة لنشاط المثقفين السودانيين في المجالات الثقافية والاجتماعية وقد بدأت الدعوة لتجمع الخريجين في مقال لخضر حمد في جريدة السودان عام 1935م ثم أبرز الفكرة ونادى بها أحمد خير في محاضرة له في نادي الخريجين بود مدني في عام 1937 م حيث نادى بالاتحاد الفكري.
وقد نشرت مجلة الفجر المحاضرة وعرضت الفكرة على لجنة نادى الخريجين بأم درمان برئاسة أسماعيل الأزهري الذي لم يتحمس للفكرة في بادئ الأمر، ثم عقدت المؤتمرات والندوات في كل مكان من أم درمان وبورتسودان وود مدني.
وبعد مجهودات عدة وافقت الحكومة على قيام المؤتمر، وأصدره السكرتير الإداري منشوراً داعيا للمؤتمر .

## أثر المؤتمر
حين أضرب طلاب كلية غردون في العام 1931م بسبب قرار الحكومة تخفيض مرتبات الخريجين إبان الأزمة الاقتصادية العالمية تعاطف بل وشد من أزرهم الخريجون فكان إضراباً هز مفاصل الحكومة وجعلها 
تحاول استمالة الطرفين، الخريجون والطلاب على صعيد العمل لإحياء نشاط الخريجين فقد لعبت جمعية ود مدني الأدبية دوراً هاماً في الدعوة لمؤتمر جامع للخريجين وكان أن تلقف الفكرة الصحفي
المخضرم أحمد يوسف هاشم الذي كتب في الفجر داعياً الخريجين لتكوين ذلك الكيان وسرعان ما تبنت الجمعيات الثلاث أبو روف- الهاشماب- ود مدني الأدبية هذه الفكرة وبدأت الاجتماعات الأولية لإخراج هذا الكيان لحيز الوجود.

## مؤتمر الخريجين الأول
عقد أول اجتماع للخريجين في 12 فبراير 1938م تمت فيه إجازة الدستور فانتخبت لجنة من خمسة عشر عضواً لها سكرتير ورئيس يتغير تعيينه كل شهر بأحد أعضاء اللجنة التنفيذية وكان أول رئيس الأزهري. حضره ألف ومائة وثمانون ( 1180 ) خريج.